# Dešnja
Dešnja (mađ. Besnyő) je selo u središnjoj Mađarskoj.

## Zemljopisni položaj
Nalazi se u središtu Mađarske, uz rijeku Dunav. 

## Upravna organizacija
Nalazi se u džankutaranskoj mikroregiji u Biloj županiji. Poštanski je broj 2456.
Do 1950. pripadala je Erčinu iz kojeg je izdvojena, a pridružena su joj naselja: Petrovac (Aggszentpéter), Alsóbesnyő, Bevarica (Bevárpuszta), Felsőbesnyő, Gebeljara (Gőböljárás), Györgymajor, Ivačka željeznička postaja, Kolompos i Újmajor, te je promijenila mađarsko službeno ime iz Besenyő u Besnyő.

## Stanovništvo
2001. je godine u Dešnji živjelo 1841 stanovnik, od kojih su većina Mađari te nešto Grka, Nijemaca i Roma.